# Élégie de Marienbad
Élégie de Marienbad (en allemand : Marienbader Elegie) est un poème de Johann Wolfgang von Goethe. Il porte le nom de la ville thermale de Marienbad (aujourd'hui Mariánské Lázně) où Goethe, 73 ans, passa l'été 1821 et où il est tombé amoureux d'Ulrike von Levetzow, 17 ans. Goethe retourne à Marienbad à l'été 1823 pour fêter son anniversaire. à cette occasion, il demande à Ulrike, via son ami, Karl August, grand-duc de Saxe-Weimar-Eisenach, de l'épouser. Elle refuse.

## Analyse

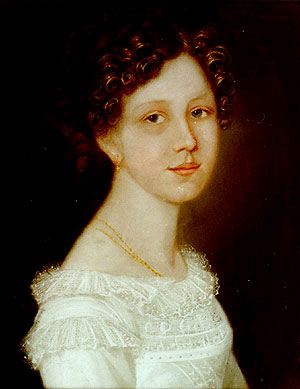
Ulrike von Levetzow, 1821.

Ce poème, considéré comme l'un des plus beaux et des plus personnels de Goethe,, reflète la tristesse dévastatrice que le poète a ressentie lorsque sa proposition de mariage a été refusée. 
Il commence l'écriture du poème le 5 septembre 1823 dans un carrosse qui le transporte d'Eger (aujourd'hui Cheb) à Weimar et à son arrivée, le 12 septembre, il est terminé. Il ne l'a montré qu'à ses amis les plus proches.
Goethe n'est jamais retourné en Bohême. Il meurt à Weimar en 1832.
Ulrike von Levetzow, morte à 95 ans, ne s'est jamais mariée et n'a connu l'existence du poème qu'après la mort de Goethe.

## Dernièrestancedu poème
Mir ist das All, ich bin mir selbst verloren,

Der ich noch erst den Göttern Liebling war; 

Sie prüften mich, verliehen mir Pandoren, 

So reich an Gütern, reicher an Gefahr;

Sie drängten mich zum gabeseligen Munde,

Sie trennen mich, und richten mich zugrunde.
Pour moi, l'univers est perdu, je suis perdu pour moi-même, 

Qui naguère encore étais le favori des dieux ; 

Ils m'ont éprouvé, ils m'ont prêté Pandore, 

Si riche en trésors, plus riche en dangereuses séductions ; 

Ils m'ont enivré des baisers de sa bouche qui donne avec délices ; 

Ils m'arrachent de ses bras et me frappent de mort.                